# Craugastor fleischmanni
Craugastor fleischmanni är en groddjursart som först beskrevs av Oskar Boettger 1892.  Craugastor fleischmanni ingår i släktet Craugastor och familjen Craugastoridae. IUCN kategoriserar arten globalt som akut hotad. Inga underarter finns listade i Catalogue of Life.